# Eleição municipal de Cubatão em 2016
A eleição municipal de Cubatão em 2016 foi realizada em 2 de outubro de 2016 para eleger um prefeito, um vice-prefeito e 15 vereadores no município de Cubatão, no Estado de São Paulo, no Brasil. O prefeito eleito foi Ademario da Silva Oliveira (PSDB), com 41.53% dos votos válidos, garantindo vitória logo no primeiro turno em disputa com quatro adversários, Wagner Moura (PMDB), Doda (PSB), Dindo Heliodoro (SD) e Fábio Inácio (PT).
A disputa para as 15 vagas na Câmara Municipal de Cubatão envolveu a participação de 240 candidatos. O candidato mais bem votado foi Toninho Vieira (PSDB), que obteve 2.902 votos (4,15% dos votos válidos).

## Antecedentes
Na eleição municipal de Cubatão de 2012, a candidata Márcia Rosa (PT) havia sido reeleita, conquistando logo em primeiro turno 55,36% dos votos válidos, superando o candidato Nei Serra (PSDB) com 33,73% dos votos válidos.

## Eleitorado
De acordo com as pesquisas eleitorais do TSE, o eleitorado de Cubatão cresceu 2,42% em comparação a eleição anterior, passando de 95.083 cidadãos participantes em potencial para 97.388 em 2016. A faixa etária decisiva dos eleitores engloba aqueles com idade entre 25 e 44 anos, que juntos representavam para a eleição 43,78% ou 42.636 dos votos válidos.

## Candidatos
Foram cinco candidatos à prefeitura em 2016: Ademario da Silva Oliveira (PSDB), Wagner Moura do PMDB, Doda do PSB, Dindo Heliodoro do SD e Fábio Inácio do PT.
|  | Candidato(a)    | Vice                  | Partido | Coligação                                                                 |
|  | --------------- | --------------------- | ------- | ------------------------------------------------------------------------- |
|  | Ademario        | Pedro de Sa           | PSDB    | "Juntos por Cubatão" (PSDB / DEM / PR / PTB / PT do B)                    |
|  | Wagner Moura    | Dr.Paulo Rosa         | PMDB    | "Construindo Uma Nova Historia" (PMDB / PPS / PRB / PP / PPL)             |
|  | Doda            | Geraldo Guedes        | PSB     | "Aliança por Cubatão" (PMN / PHS / PSDC / PMB / PSC / PSB)                |
|  | Dinho Heliodoro | Joaquim da Santista   | SD      | "Mudar de Verdade" (REDE / SD / PTN)                                      |
|  | Fábio Inácio    | Eng.Pedro Hildebrando | PT      | "Para Cubatão Avançar" (PT / PV / PDT / PSD / PEN / PROS / PC do B / PTC) |

## Campanha
Todos os candidatos à Prefeitura de Cubatão passaram pela Câmara Municipal na legislatura iniciada em 2013. O candidato Wagner Moura enfrentou durante a campanha criticas relacionadas a cassação de seu mandato pelo Tribunal Regional Eleitoral (TRE) por mudar de partido.
O candidato do PT sofreu grande rejeição da população. Em pesquisa realizada pela IPAT, 67% dos eleitores assumiram que a possibilidade de votar em Fábio Inácio estaria entre baixíssima e baixa, enquanto somente 16% enxergavam grandes chances de manter a continuidade de um governo petista.

## Pesquisas
Em pesquisa do IPAT(Instituto de Pesquisas A Tribuna), divulgada em 28 de setembro de 2016, Ademario apareceu com 25,3% das intenções de voto. Wagner Moura, Doda, Dindo Heliodoro e Fábio Inácio apareceram respectivamente com 12,5%, 15,4%, 10,1% e 8,9%.
| Data de realização             | Data de divulgação     | Instituto | Número de registro no TRE | Contratante | Entrevistados | Margem de erro | Candidato       | Candidato           | Candidato  | Candidato            | Candidato         | Não sabe/ Não respondeu | Brancos e nulos |
| Data de realização             | Data de divulgação     | Instituto | Número de registro no TRE | Contratante | Entrevistados | Margem de erro | Ademario (PSDB) | Wagner Moura (PMDB) | Doda (PSB) | Dindo Heliodoro (SD) | Fábio Inácio (PT) | Não sabe/ Não respondeu | Brancos e nulos |
| ------------------------------ | ---------------------- | --------- | ------------------------- | ----------- | ------------- | -------------- | --------------- | ------------------- | ---------- | -------------------- | ----------------- | ----------------------- | --------------- |
| de 11 a 23 de setembro de 2016 | 28 de setembro de 2016 | IPAT      | SP 07511/2016             | TV Tribuna  | 800           | ± 3,5%         | 25,3%           | 12,5%               | 15,4%      | 10,1%                | 8,9%              | 12,8%                   | 15%             |

## Resultados

### Prefeito
No dia 2 de outubro de 2016, Ademario do PSDB foi eleito em primeiro turno com 41,53% dos votos válidos.
| Candidato(a)           | Vice                        | 1º Turno 2 de outubro de 2016 | 1º Turno 2 de outubro de 2016 |
| Candidato(a)           | Vice                        | Votação                       | Votação                       |
|                        |                             | Total                         | Porcentagem                   |
| ---------------------- | --------------------------- | ----------------------------- | ----------------------------- |
| Ademario (PSDB)        | Pedro de Sa (PTB)           | 28.455                        | 41,53%                        |
| Wagner Moura (PMDB)    | Dr.Paulo Rosa (PPS)         | 13.426                        | 19,59%                        |
| Doda (PSB)             | Geraldo Guedes (PR)         | 11.449                        | 16,71%                        |
| Dindo Heliodoro (SD)   | Joaquim da Santista (SD)    | 11.343                        | 16,55%                        |
| Fábio Inácio (PT)      | Eng.Pedro Hildebrando (PSD) | 3.850                         | 5,62%                         |
| Total de votos válidos | Total de votos válidos      | 68.523                        | 87,15%                        |
| Votos em branco        | Votos em branco             | 3.594                         | 4,57%                         |
| Votos nulos            | Votos nulos                 | 6.510                         | 8,28%                         |
| Total                  | Total                       | 78.627                        | 100%                          |
| Abstenções             | Abstenções                  | 18.761                        | 19,26%                        |
| Votos apurados         | Votos apurados              | 97.388                        | 100%                          |
| Total de eleitores     | Total de eleitores          | 97388                         | 100%                          |

### Vereador
O vereador mais votado foi Toninho Vieira do (PSDB), que teve 2.902 de votos. O partido que mais aparece com vereadores foi o PSDB com 4 vereadores, seguido pelo PT, PDT, PRB e PSB com 2 vereadores cada e PMDB, PPS e SD com 1 vereador cada.
| Resultado da eleição para a Câmara Municipal de Cubatão em 2016 por candidato | Resultado da eleição para a Câmara Municipal de Cubatão em 2016 por candidato | Resultado da eleição para a Câmara Municipal de Cubatão em 2016 por candidato | Resultado da eleição para a Câmara Municipal de Cubatão em 2016 por candidato | Resultado da eleição para a Câmara Municipal de Cubatão em 2016 por candidato | Resultado da eleição para a Câmara Municipal de Cubatão em 2016 por candidato |
| Candidato                                                                     | Número                                                                        | Partido                                                                       | Votos                                                                         | Porcentagem                                                                   |                                                                               |
| ----------------------------------------------------------------------------- | ----------------------------------------------------------------------------- | ----------------------------------------------------------------------------- | ----------------------------------------------------------------------------- | ----------------------------------------------------------------------------- | ----------------------------------------------------------------------------- |
| Toninho Vieira                                                                | 45444                                                                         | PSDB                                                                          | 2.902                                                                         | 4,15%                                                                         |                                                                               |
| Cesar                                                                         | 45555                                                                         | PSDB                                                                          | 2.227                                                                         | 3,19%                                                                         |                                                                               |
| Ricardo Queixão                                                               | 12777                                                                         | PDT                                                                           | 1.967                                                                         | 2,82%                                                                         |                                                                               |
| Roxinho                                                                       | 15234                                                                         | PMDB                                                                          | 1.683                                                                         | 2,41%                                                                         |                                                                               |
| Rafael Tucla                                                                  | 13003                                                                         | PT                                                                            | 1.675                                                                         | 2,40%                                                                         |                                                                               |
| Rodrigo Alemão                                                                | 45633                                                                         | PSDB                                                                          | 1.673                                                                         | 2,37%                                                                         |                                                                               |
| Dr. Aderson Veterinário                                                       | 10222                                                                         | PRB                                                                           | 1.657                                                                         | 2,21%                                                                         |                                                                               |
| Ivan Hildebrando                                                              | 40622                                                                         | PSB                                                                           | 1.545                                                                         | 2,05%                                                                         |                                                                               |
| Jair do Bar                                                                   | 13133                                                                         | PT                                                                            | 1.433                                                                         | 2,04%                                                                         |                                                                               |
| Sergio Calçados                                                               | 23000                                                                         | PPS                                                                           | 1.422                                                                         | 1,82%                                                                         |                                                                               |
| Aguinaldo Araujo                                                              | 12345                                                                         | PDT                                                                           | 1.271                                                                         | 1,74%                                                                         |                                                                               |
| Cleber do Cavaco                                                              | 10000                                                                         | PRB                                                                           | 1.218                                                                         | 1,50%                                                                         |                                                                               |
| Marcinho                                                                      | 40444                                                                         | PSB                                                                           | 1.046                                                                         | 1,36%                                                                         |                                                                               |
| Wilson Pinho                                                                  | 45222                                                                         | PSDB                                                                          | 952                                                                           | 1,30%                                                                         |                                                                               |
| Lalá                                                                          | 77555                                                                         | SD                                                                            | 911                                                                           | 1,14%                                                                         |                                                                               |
| Fabio Moura                                                                   | 15015                                                                         | PMDB                                                                          | 797                                                                           | 1,61%                                                                         |                                                                               |
| Allan Matias                                                                  | 10789                                                                         | PRB                                                                           | 1.124                                                                         | 1,50%                                                                         |                                                                               |
| Sérgio Peralta                                                                | 51051                                                                         | PEN                                                                           | 1.046                                                                         | 1,43%                                                                         |                                                                               |
| Pastor Valdeci Santos                                                         | 10123                                                                         | PRB                                                                           | 998                                                                           | 1,42%                                                                         |                                                                               |
| Tinho                                                                         | 10678                                                                         | PRB                                                                           | 991                                                                           | 1,37%                                                                         |                                                                               |
| Irmão Ximenes O PopulR                                                        | 15620                                                                         | PMDB                                                                          | 959                                                                           | 1,36%                                                                         |                                                                               |
| Pádua                                                                         | 13007                                                                         | PT                                                                            | 892                                                                           | 1,28%                                                                         |                                                                               |
| Kely Donizete                                                                 | 55999                                                                         | PSD                                                                           | 881                                                                           | 1,26%                                                                         |                                                                               |
| Alessandro Oliveira                                                           | 10699                                                                         | PRB                                                                           | 866                                                                           | 1,24                                                                          |                                                                               |
| Professor Cage                                                                | 23023                                                                         | PPS                                                                           | 866                                                                           | 1,24%                                                                         |                                                                               |

| Votos nominais   | Votos nominais   | 66.557 | 95,29% |
| Votos em legenda | Votos em legenda | 3.290  | 4,71%  |
| Votos válidos    | Votos válidos    | 69.847 | 88,83% |
| Votos nulos      | Votos nulos      | 6.300  | 8,01%  |
| Votos em branco  | Votos em branco  | 2.480  | 3,15%  |
| Total            | Total            | 78.627 | 100%   |
| ---------------- | ---------------- | ------ | ------ |

## Análises
Nilton Cesar Tristão, do Diário do Litoral, analisou a amostragem do IPAT, ainda em setembro, como um sinalizador de rejeição ao governo petista pela população.

Diferente da eleição anterior, a eleição de 2016 foi mais acirrada, isso deve-se ao fato de fortes coligações, além de vice-prefeitos de vasta experiencia politica e administrativa.